# 도마뱀붙이
도마뱀붙이(Gekko japonicus)는 도마뱀붙이과의 파충류로, 합개(蛤蚧)라고도 불린다. 도마뱀과 유사한데, 몸길이는 10~12cm 내외이다. 배는 암회색이고 검은색의 반점이 몸통에서 꼬리 끝까지 불규칙하게 있다. 인가 부근에 살며 천장·벽 위에 있는 곤충·거미 등을 잡아먹는다. 도마뱀과는 달리 주로 밤에 활동하는데, 몸은 짧고 평평하며, 작은 혹 같은 비늘로 덮여 있다. 네 발은 나무와 큰 돌 위를 오르기에 적당하며, 각 발가락의 끝에는 판과 발톱이 있다. 발가락 판에는 거친 표면에 붙일 수 있는 머리카락 같은 수천 개의 강모가 있다. 꼬리가 잘 절단되나 금방 재생되고 작은 소리로 운다. 암컷은 대개 한 번에 두 개의 알을 낳는다. 독이 없고, 따뜻한 기후에서 산다.
어린새끼는 보통 3~5cm 정도의 가느다란 체형을 가지고 있다.

## 분포
한국(남부지방, 제주도), 일본, 중국, 대만 등지에 분포한다. 기초 생태에 대한 추가 연구 수행을 통한 보호 대책 마련이 시급하다. 현재는 종에 대한 정보가 매우 부족하다.

## 같이 보기
- 대한민국의 멸종위기 야생 동·식물